# Hospital Regional de Coyhaique
El Hospital Regional de Coyhaique es el principal recinto hospitalario de la Región de Aysén. Ubicado en Coyhaique, el hospital, de carácter público, forma parte de la red asistencial del Servicio de Salud Aysén.

## Historia
Tiene su origen en la Casa de Socorros del Seguro Obrero Obligatorio, fundada en Coyhaique el 1 de septiembre de 1937. En 1952 se inauguraron las nuevas dependencias del hospital, que posteriormente pasó a formar parte del Servicio Nacional de Salud.
En 1965 el edificio donde estaba ubicado el hospital sufrió un incendio que lo destruyó parcialmente, por lo que se iniciaron las gestiones para el traslado a un nuevo terreno que pertenecía a la Fuerza Aérea de Chile. Mientras tanto, el hospital sufrió un segundo incendio definitivo, que obligó a los pacientes a trasladarse a Puerto Aysén, y a otros puntos de la ciudad. Meses después de la tragedia, la actividad hospitalaria fue habilitada en parte de la Escuela Pedro Quintana Mansilla.
En 1969 el hospital se trasladó a sus nuevas dependencias, que fueron ampliadas y remodeladas en los años 1970 y 2000.